# Annie Famose
Annie Famose, francoska alpska smučarka, * 16. junij 1944, Jurançon, Francija.
Na Olimpijskih igrah 1968 je osvojila srebrno medaljo v veleslalomu in bron v slalomu. Medalji štejeta tudi za svetovna prvenstva, kjer je leta 1966 osvojila še naslov prvakinje v slalomu ter srebro v smuku in kombinaciji ter bron leta 1968 v kombinaciji. V svetovnem pokalu je tekmovala šest sezon med letoma 1967 in 1972 ter dosegla dve zmagi in še dvajset uvrstitev na stopničke. V skupnem seštevku svetovnega pokala se je najvišje uvrstila na 3. mesto leta 1967, ko je tudi osvojila mali kristalni globus v slalomskem seštevku, leta 1970 pa je osvojila drugo mesto v smukaškem seštevku.